# Sydamerikanska mästerskapet i basket 1930
Sydamerikanska mästerskapet i basket 1930 spelades i Montevideo, Uruguay och vans av Uruguay.

## Slutställning
1. Uruguay
2. Argentina
3. Brasilien
4. Chile

## Resultat
Alla lag möttes två gånger, och fick spela totalt sex matcher.
| Placering | Lag       | Vinst | Förlust | Gjorda poäng | Insläppta poäng | Poängskillnad |
| --------- | --------- | ----- | ------- | ------------ | --------------- | ------------- |
| 1         | Uruguay   | 6     | 0       | 225          | 88              | +137          |
| 2         | Argentina | 4     | 2       | 151          | 128             | +23           |
| 3         | Brasilien | 2     | 4       | 89           | 148             | -59           |
| 4         | Chile     | 0     | 6       | 92           | 193             | -101          |

|  |  | Uruguay | 26–19 | Argentina |  |  |

|  |  | Uruguay | 33–11 | Brasilien |  |  |

|  |  | Uruguay | 45–14 | Chile |  |  |

|  |  | Argentina | 33–18 | Chile |  |  |

|  |  | Argentina | 18–11 | Brasilien |  |  |

|  |  | Brasilien | 19–13 | Chile |  |  |

|  |  | Argentina | 16–36 | Uruguay |  |  |

|  |  | Brasilien | 15–39 | Uruguay |  |  |

|  |  | Chile | 20–34 | Argentina |  |  |

|  |  | Chile | 13–46 | Uruguay |  |  |

|  |  | Brasilien | 17–31 | Argentina |  |  |

|  |  | Chile | 14–16 | Brasilien |  |  |